# Martin Latulippe
Pour les articles homonymes, voir Latulippe.
Martin Latulippe est un pilote automobile de stock-car originaire de Vallée-Jonction au Québec  (Canada).
Pilote indépendant depuis 2011, il participe de façon sporadique à des épreuves notamment dans la série PASS North. Il a terminé 3e à la piste Star Speedway de Epping au New Hampshire en mai 2012 et à l'Autodrome Chaudière en mai 2013. 
Champion de la Série Sportsman Québec en 2009, il s’est particulièrement illustré en 2011 en étant couronné champion de la World Series of Asphalt Stock Car Racing dans la catégorie Crate Late Model à New Smyrna Speedway en Floride. Il a aussi précédemment couru en série ACT Castrol.
Le 12 juillet 2014, à son premier départ en ACT depuis 2010, il remporte sa première victoire dans cette série à l'Autodrome Chaudière.